# Établissements Clément-Bayard

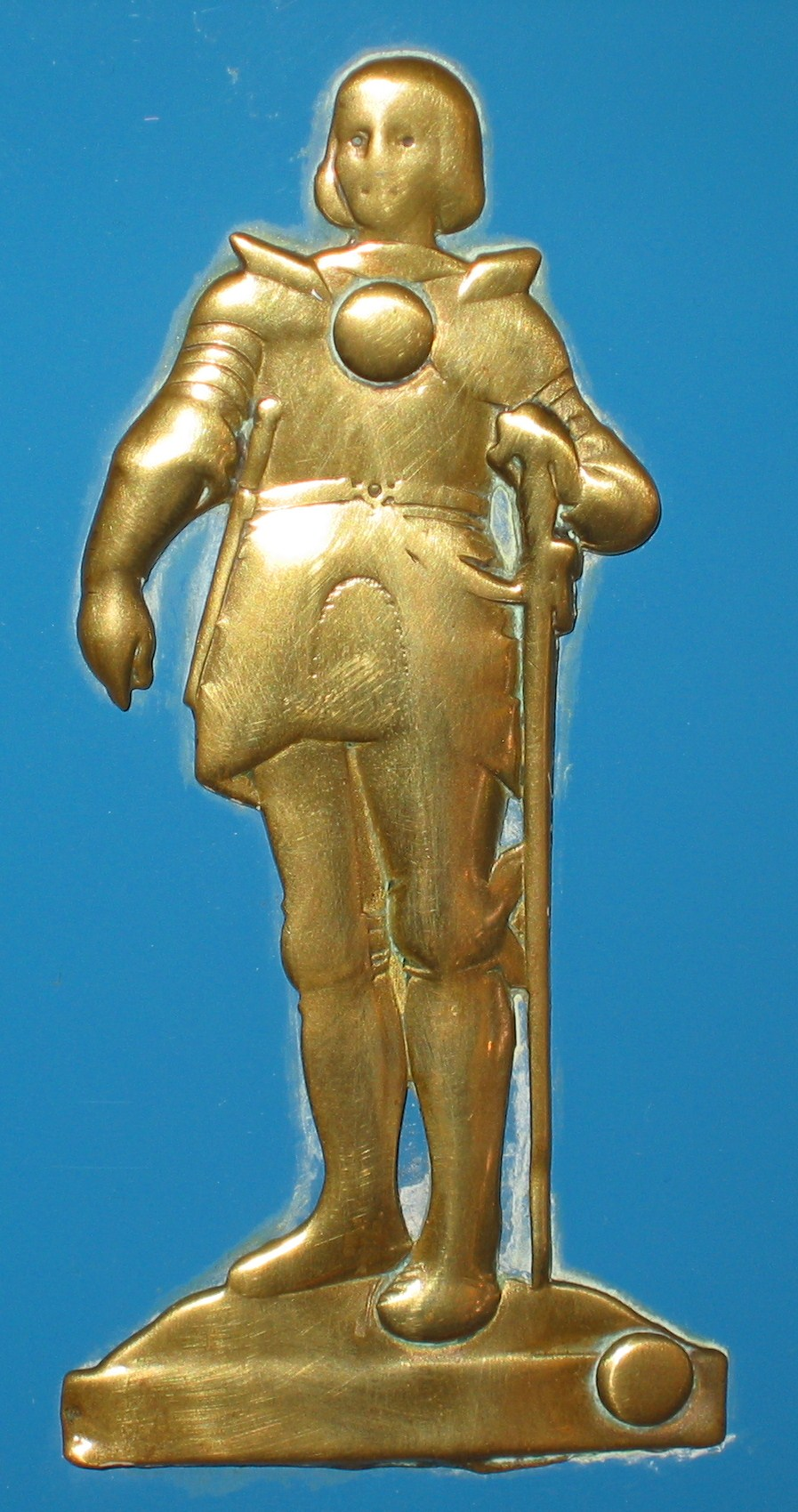
Emblem von Clément-Bayard

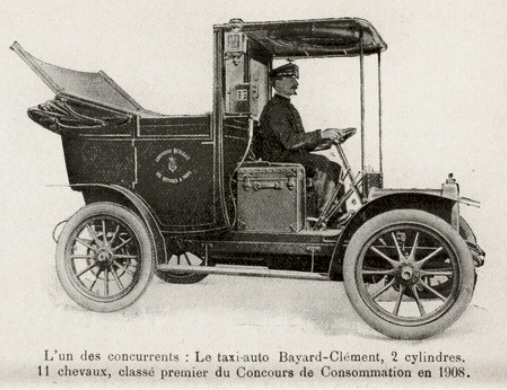
Clément-Bayard 11 CV um 1908

SA des Établissements Clément-Bayard war ein französischer Hersteller von Automobilen.

## Unternehmensgeschichte
Das Unternehmen aus Levallois-Perret entstand 1903 als Nachfolgeunternehmen von Clément & Cie. Den Namen Bayard wählte der Firmengründer Adolphe Clément nach dem Chevalier de Bayard, Pierre du Terrail, einem aus der Region stammenden berühmten Ritter des Mittelalters. 1914 verließ Adolphe Clément das Unternehmen.
1922 wurde die Produktion eingestellt und die Fabrikanlagen an Citroën verkauft.

## Fahrzeuge
Anfangs gab es das Einzylindermodell 6 CV sowie das Zweizylindermodell 7 CV mit 920 cm³ mit 73 mm Bohrung und 110 mm Hub. Der Radstand betrug 2015 mm und die Spurweite 1150 mm. Weiterhin gab es die Vierzylindermodelle 14 CV, 20 CV und 27 CV, dazu Rennwagen mit 13.963 und 16.286 cm³ Hubraum. 1905 folgte das Zweizylindermodell 8/10 CV, und 1907 die Vierzylindermodelle 10/12 CV beziehungsweise 10/14 CV genannt. Dieser hatte einen Hubraum von 1590 cm³  mit einer Bohrung von 75 mm und einem Hub von 90 mm. Die Motorleistung von 14 PS wurde bei 1200/min erreicht. Das Fahrzeug hatte ein Dreiganggetriebe. Es gab drei Radstände, einen mit 2250 mm als Zweisitzer, einen mit 2750 mm als Viersitzer und der größte Radstand lag bei 2930 mm als Fünfsitzer. Weiterhin kam 1907 noch der 10/16 CV mit einem Hubraum von 2120 cm³ mit einer Bohrung von 75 mm und 120 mm sowie der 35/45 CV und der 50/60 CV heraus. 1911 erschienen die Sechszylindermodelle 15 CV und 20 CV. 1912 wurde der neue Kleinwagen 7 CV mit Zweizylindermotor vorgestellt. Der 8 CV hatte einen Vierzylindermotor mit 1357 cm³ Hubraum mit 60 mm Bohrung und 120 mm Hub. Das Getriebe hatte 3 Gänge. 1914 gab es außerdem das Sechszylindermodell 30 CV und den 20 CV Knight mit einem Vierzylinder-Schiebermotor System Knight. 1915 erschien das Vierzylindermodell 8 CV. Das letzte Modell war der 17,9 CV (12 CV), der von 1919 bis 1922 produziert wurde.
Fahrzeuge dieser Marke sind in verschiedenen Automuseen zu besichtigen.

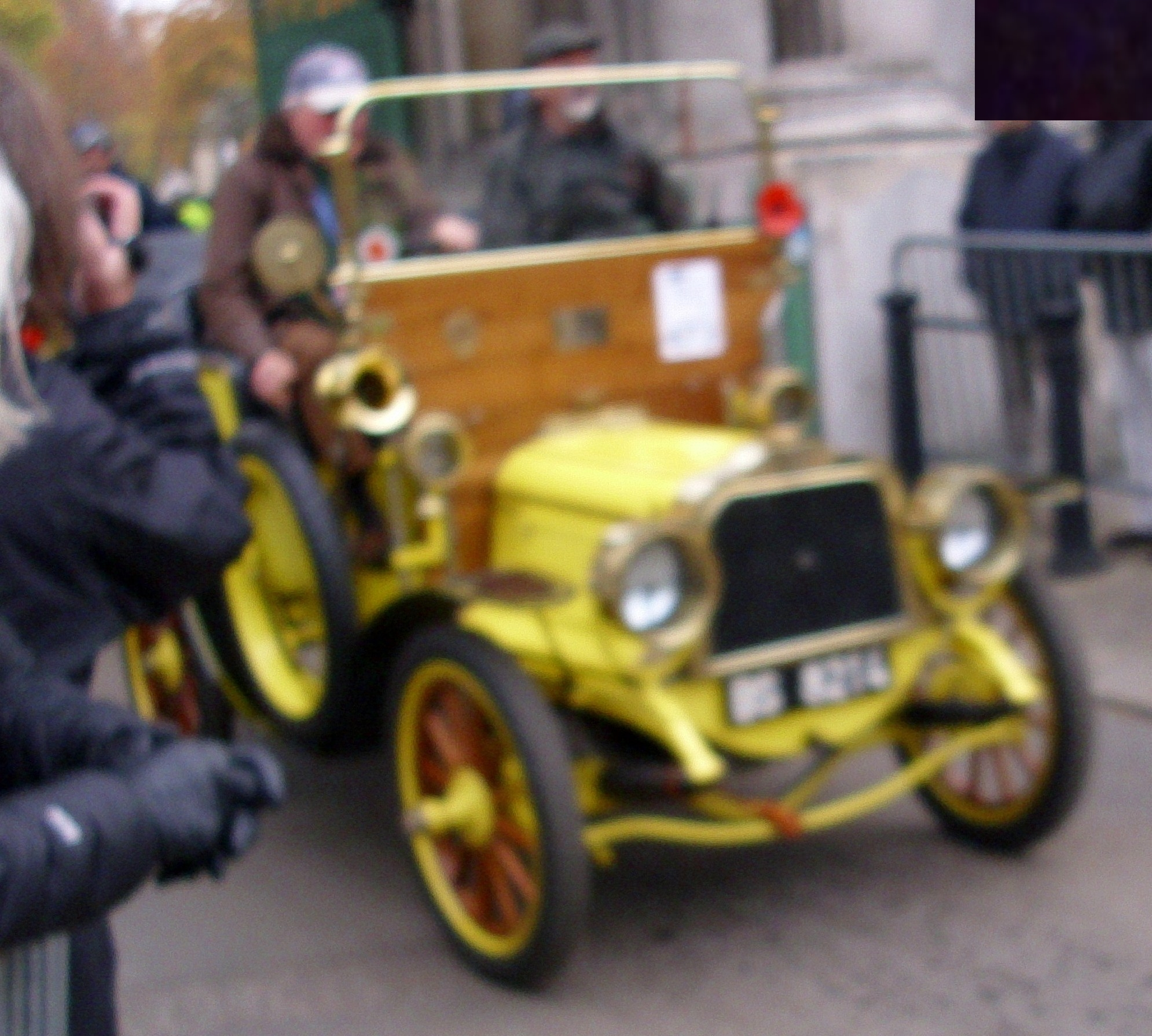
Clément-Bayard von 1904
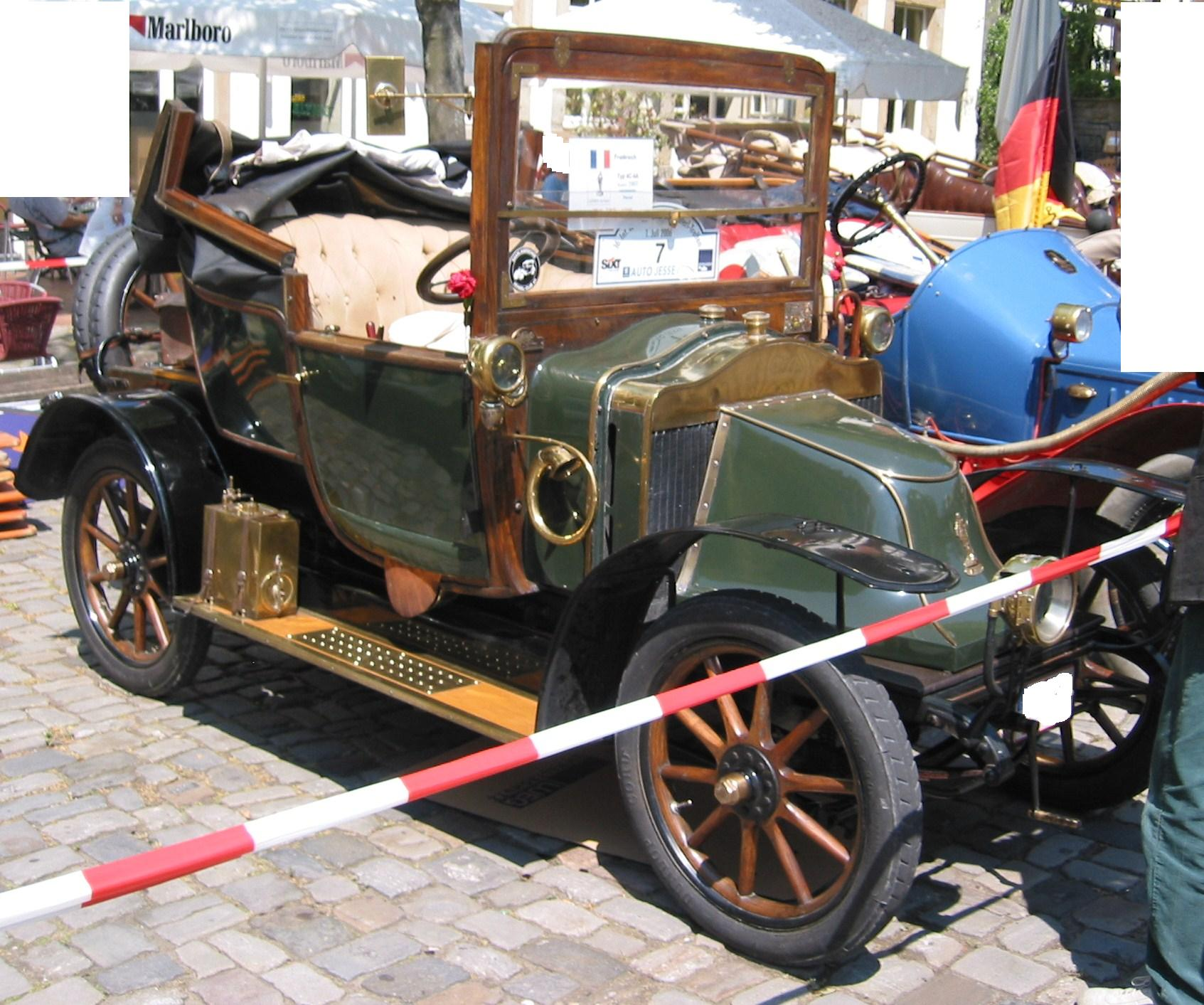
Clément-Bayard von 1907
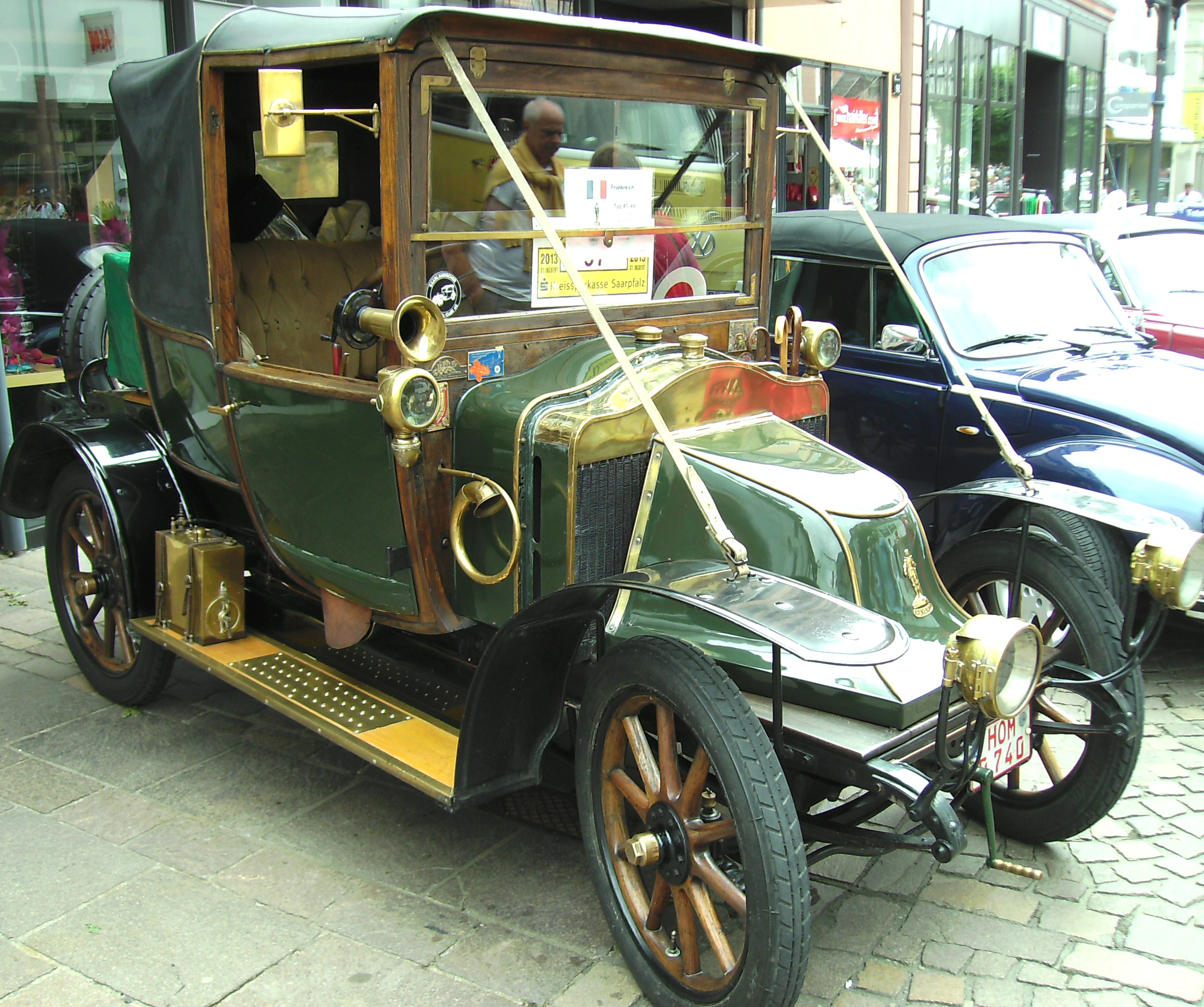
Clément-Bayard (Perret) 4C-4A von 1907
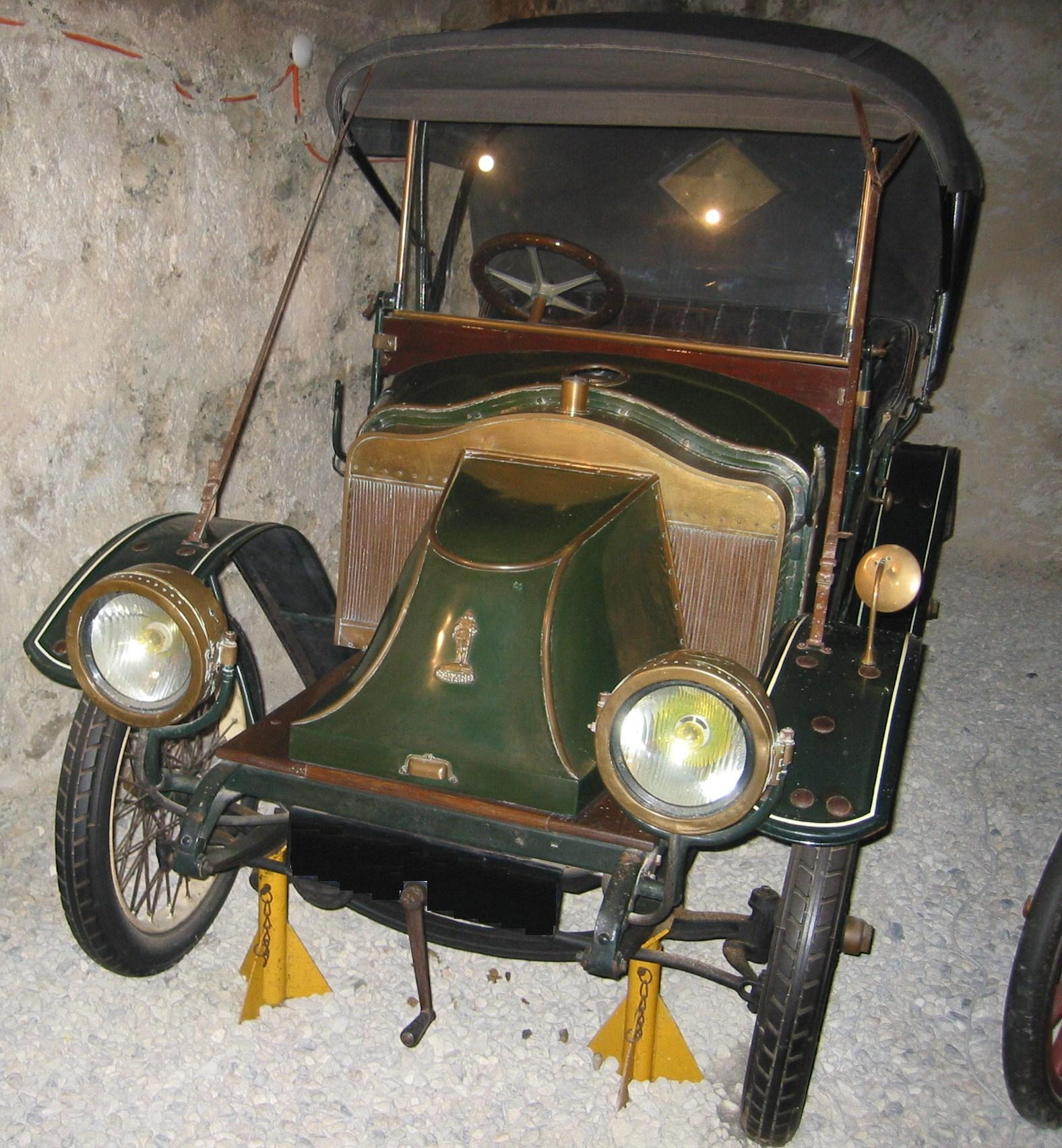
Clément-Bayard von 1909
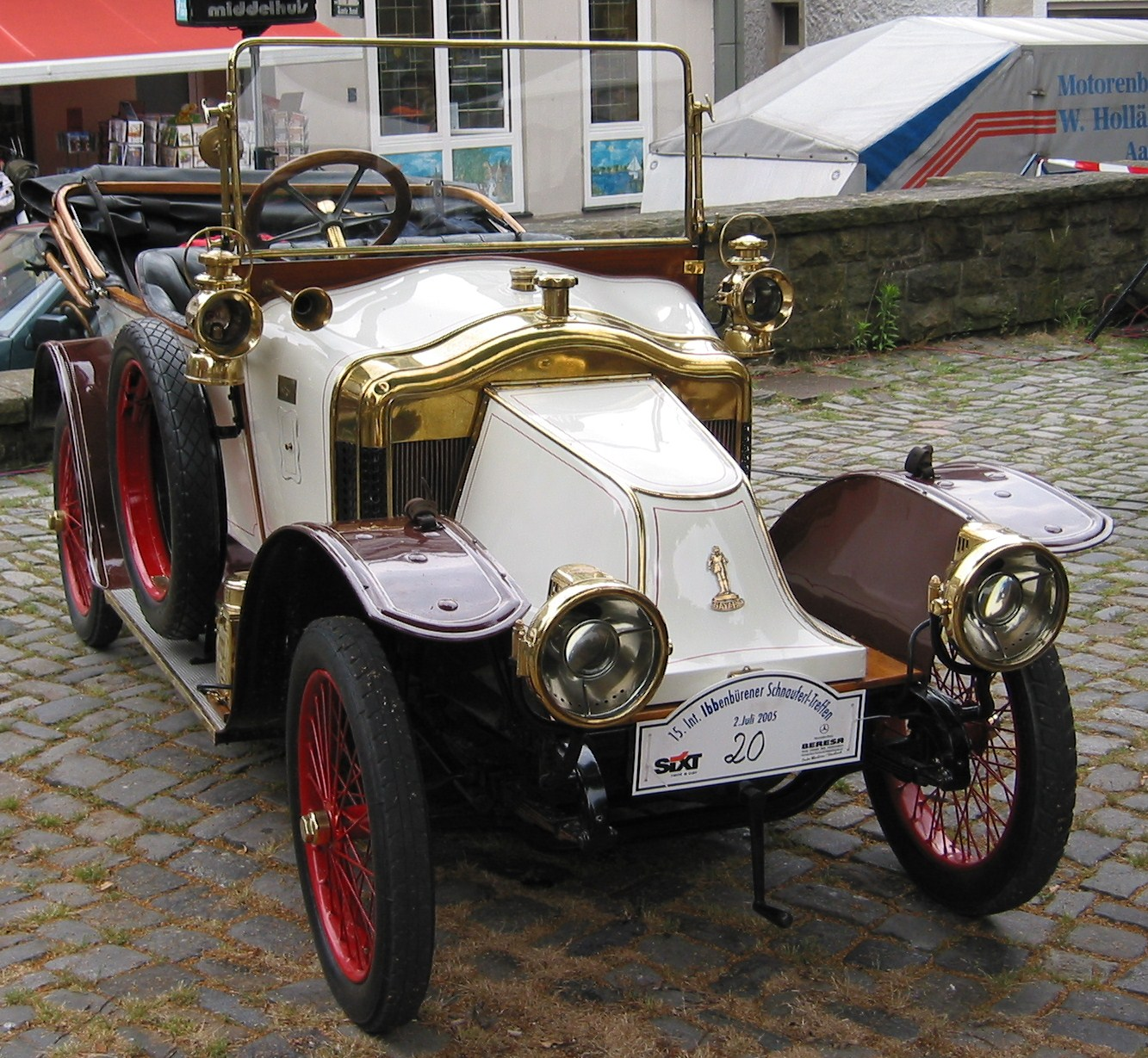
Clément-Bayard von 1910